# Corrida Internacional de São Silvestre de 1957
A Corrida Internacional de São Silvestre de 1957 foi a 33ª edição da prova de rua, realizada no dia 31 de dezembro de 1957, no centro da cidade de São Paulo, a largada aconteceu as 23h45m, a prova foi de organização da Cásper Líbero e A Gazeta Esportiva.
O vencedor foi o português Manuel Faria, com o tempo de 21m37, em seu bicampeonato consecutivo.

## Percurso
Av. Cásper Líbero até o Edifício Palácio da Imprensa – Rua da Conceição, com 7.400 metros.

## Resultados

#### Masculino
- 1º Manuel Faria (Portugal) - 21m37s

### Participações
- Participantes: 1921 atletas.
- Chegada: 274 atletas chegaram 5 minutos após a passagem do campeão.[3]